# Šarūnas Sakalauskas
Šarūnas Sakalauskas (* 17. Juli 1960) ist ein litauischer Basketballtrainer. Er war von 2001 bis Januar 2009 Cheftrainer des Bundesligisten Eisbären Bremerhaven.

## Laufbahn
Sakalauskas studierte ab 1982 an der Litauischen Sportuniversität (LVKKI). Er erlangte den Doktorgrad im Fach Sozialwissenschaft. Parallel zu seinem Studium war er Trainer an einer Sportschule in Marijampolė sowie in derselben Stadt Trainer der Herrenmannschaft des örtlichen Vereins. Von 1992 bis 1999 war er Dozent am Institut für Körperkultur der litauischen Polizeiakademie sowie daneben zwischen 1992 und 1998 Trainer der Herrenmannschaft von Vilniaus Sakalai, die er in die erste Liga führte. Unterbrochen wurde seiner Arbeit durch einen Auslandsaufenthalt: 1993/94 betreute er die Damen des TV Bensberg und führte diese als Trainer zum Bundesliga-Aufstieg. 1998 übernahm er den Cheftrainerposten beim litauischen Spitzenklub Lietuvos rytas Vilnius und war bis 2000 im Amt.
Zu Jahresbeginn 2001 übernahm er das Amt des Cheftrainers bei der BSG Bremerhaven (später Umbenennung in Eisbären). 2005 führte er die Norddeutschen zum Aufstieg in die Basketball-Bundesliga. In der Saison 2005/06 erreichten die Eisbären als Aufsteiger unter der Leitung des Litauers das Playoff-Halbfinale sowie das Halbfinale im Pokalwettbewerb. Sakalauskas wurde daraufhin zum besten Trainer des Spieljahres 2005/06 gekürt. In der Saison 2006/07 qualifizierte sich Sakalauskas' Mannschaft als Tabellenvierter für die Bundesliga-Playoffs und schied dort im Viertelfinale gegen den späteren Titelgewinner Köln aus. Auch im Pokalwettbewerb führte der Litauer die Eisbären zum zweiten Mal in Folge unter die besten Vier. 2008 war Sakalauskas mit den Eisbären abermals beim Pokal-Finalturnier dabei, in den Playoffs war im Frühjahr 2008 gegen Alba Berlin Endstation. Nach einer Serie von 15 Niederlagen in Folge erklärte er im Januar 2009 seinen Rücktritt als Eisbären-Cheftrainer.
Nach dem Ende seiner Amtszeit in Bremerhaven kehrte Sakalauskas in sein Heimatland Litauen zurück. Er nahm eine Dozententätigkeit an der Universität Mykolas Romeris in Vilnius auf und war 2010 kurzzeitig Sportdirektor von Žalgiris Kaunas. 2011 wurde er sportlicher Leiter der vom früheren NBA-Spieler Šarūnas Marčiulionis gegründeten Basketball-Akademie in Vilnius.